# Tata Marcopolo
Tata Marcopolo Motors Ltd. — компания по производству автобусов со штаб-квартирой в штате Карнатака, Индия.

## Описание
Компания Tata Marcopolo была зарегистрирована в 2008 году как совместное предприятие Tata Motors и Marcopolo S. A. В декабре 2020 года компании Marcopolo и Tata Motors заключили соглашение, в соответствии с которым компания Tata Motors приобрела 49-процентную долю Marcopolo в совместном предприятии по производству автобусов за 100 крор рупий, что положило конец 14-летнему партнёрству и проложило путь к плавному выходу бразильской компании. Сделка, завершившаяся 29 августа 2022 года, позволила компании Tata Motors продолжать использовать торговую марку «Marcopolo» в течение как минимум трёх лет с условием о неконкуренции в Индии в течение соответствующего периода.
Сборка автобусов была организована в Лакхнау, штат Уттар-Прадеш, с производительностью 8 автобусов в день. Второе производственное предприятие, находившееся в Дхарваде, штат Карнатака, могло выпускать до 30000 автобусов в год. Автобусы Tata Marcopolo неоднократно демонстрировались на выставках Bus World. Кроме автобусов с ДВС, также выпускались электробусы 9/12m.

## Продажи
Компания Tata Marcopolo получила 300 заказов на автобусы от правительств некоторых штатов Индии. Каждый автобус стоил около 1 крора рупий. Автобусы Tata Marcopolo эксплуатируются в нескольких индийских городах в составе местных транспортных парков, таких как Нави-Мумбаи, Ахмадабад, Дели, Джайпур, Бангалор, Коимбатур, Майсур, Калькутта, Ченнаи, Лакхнау, Канпур, Чандигарх, Пуна, Нагпур, Южный Канпур, Мадурай, Ная Райпур, Индор, Хайдарабад, Тхана, Тируванантапурам, Вишакхапатнам, Виджаявада, Амритсар, Амаравати и т. д. Низкопольные автобусы поставлялись как с кондиционером, так и без него.

## Галерея

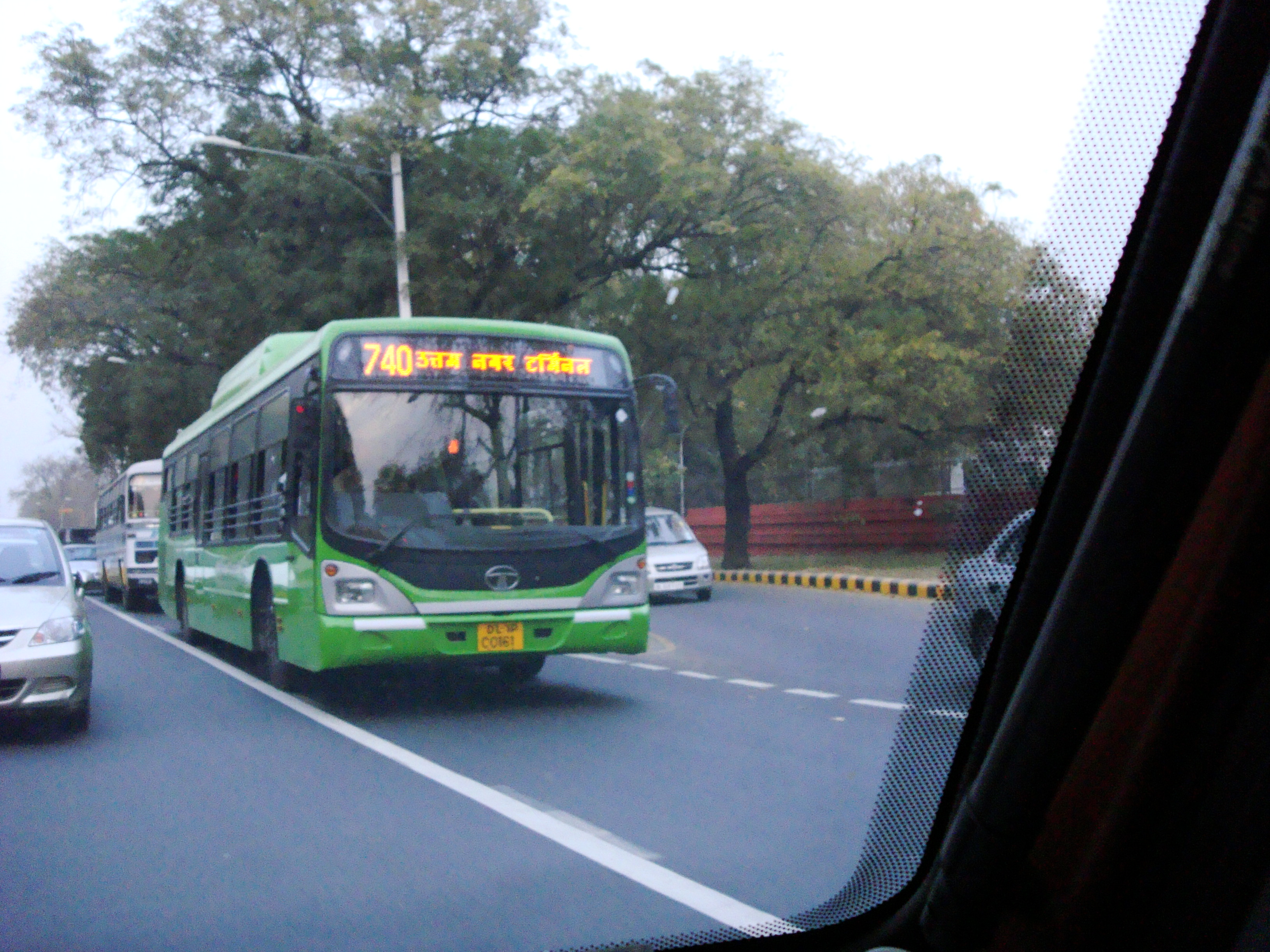
Автобус Tata Marcopolo CNG в Дели, Индия
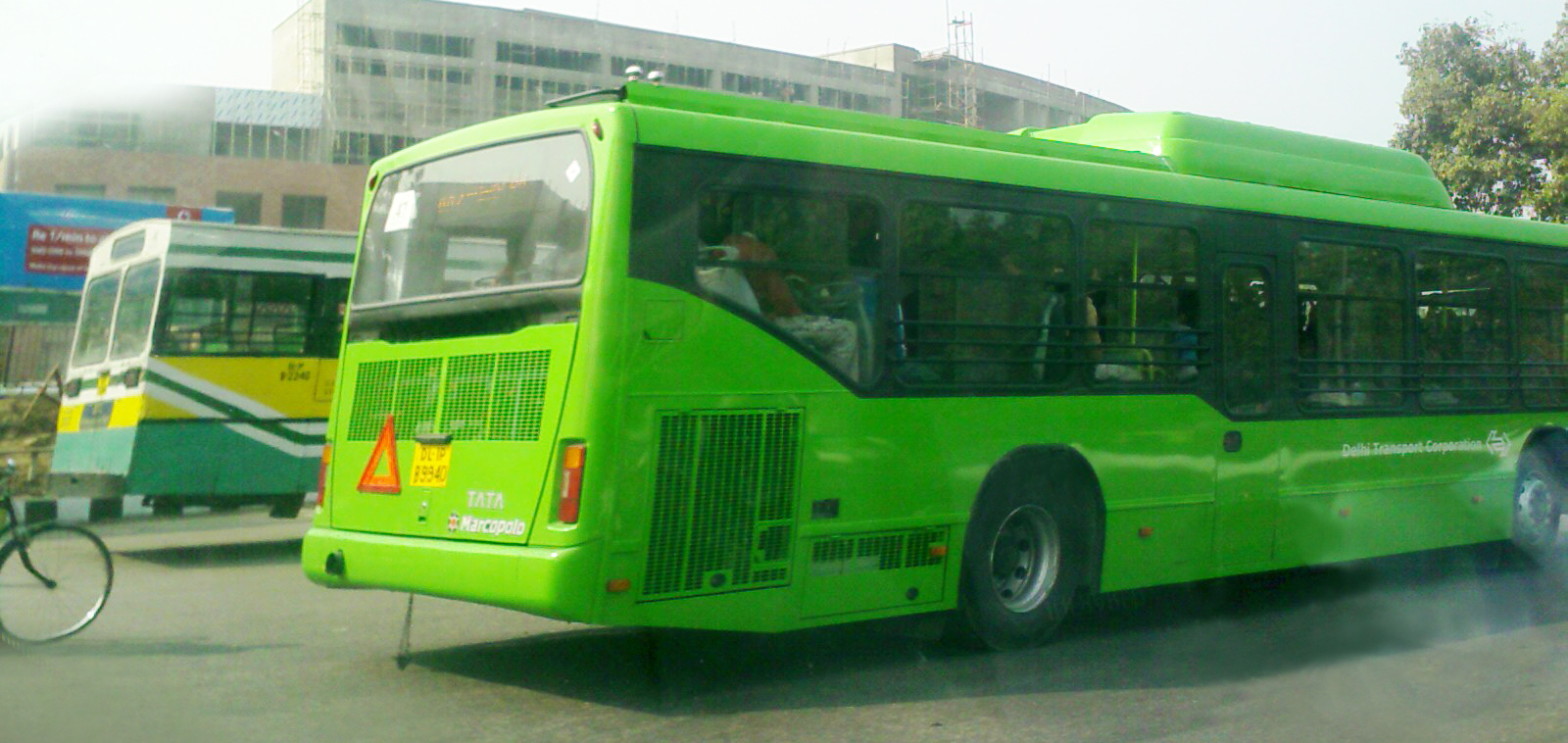
Автобусы Tata Marcopolo DTC и Tata DTC
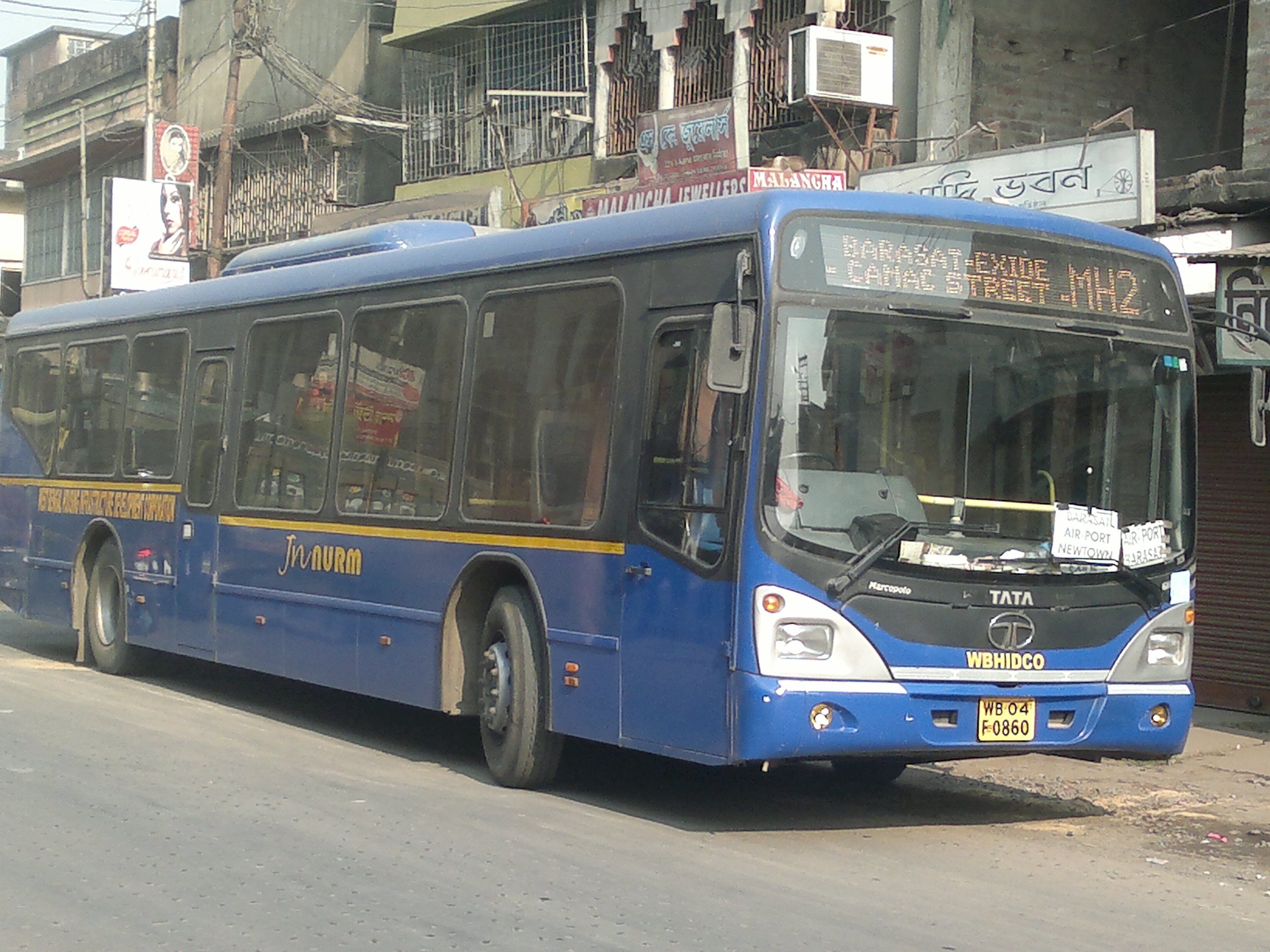
Автобус WBHIDCO AC Tata Marcopolo в Калькутте
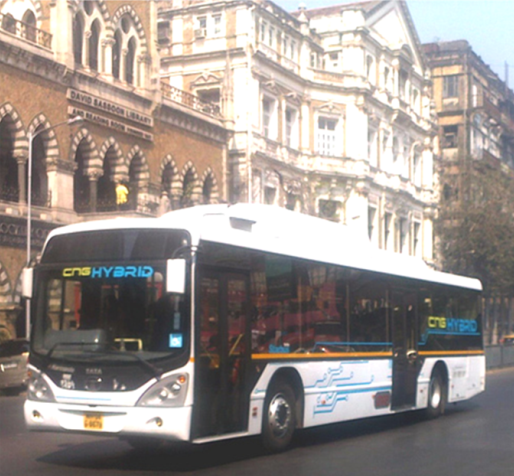
Гибридный автобус Tata Marcopolo CNG в Мумбаи
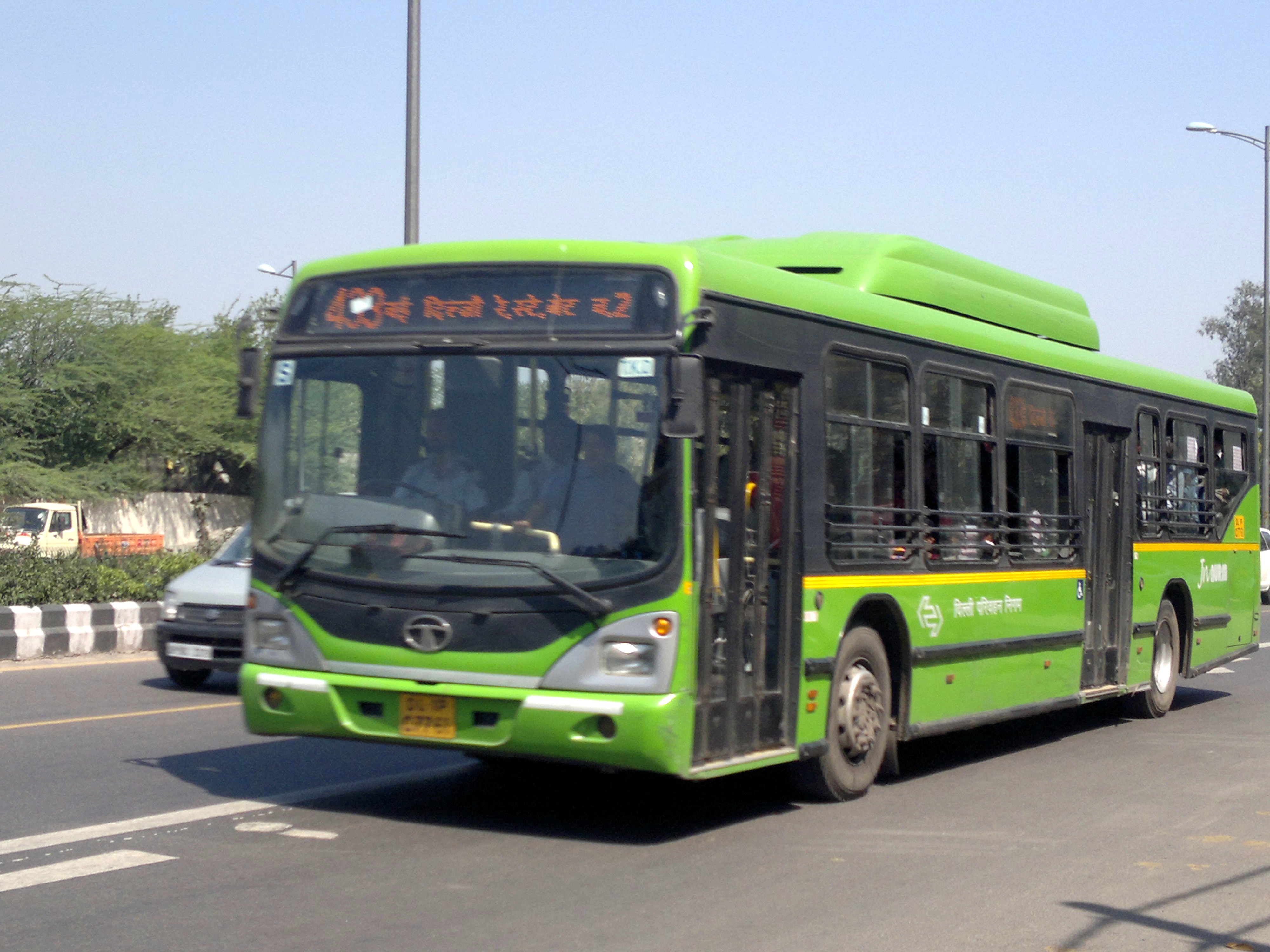
Электробус DTC Tata без переменного тока
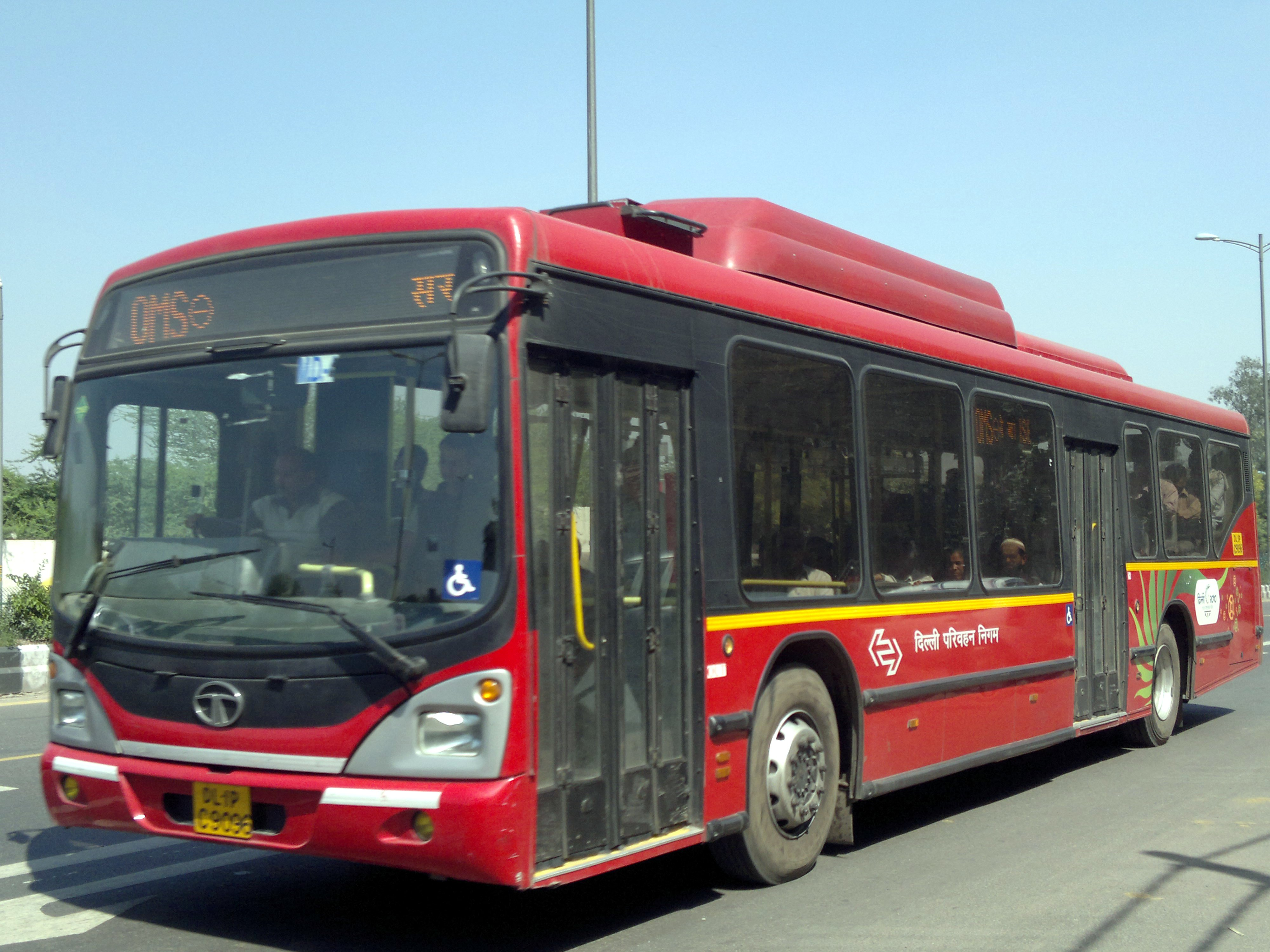
Электробус переменного тока DTC Tata